# Chlamydophora tridentata
Chlamydophora tridentata là một loài thực vật có hoa trong họ Cúc. Loài này được (Delile) Ehrenb. ex Less. mô tả khoa học đầu tiên năm 1832.